# Billy Knight
William R. « Billy » Knight, né le 9 juin 1952 à Braddock dans le Comté d'Allegheny en Pennsylvanie, est un ancien joueur américain de basket-ball qui est aujourd'hui vice-président exécutif des Atlanta Hawks.

## Biographie
Arrière d'1,98 m issu de l'université de Pittsburgh, Billy Knight et Sam Clancy menèrent les Panthers aux Finales Régionales NCAA 1974. Knight passa onze saisons (1974 à 1985) en ABA et NBA sous les couleurs des Indiana Pacers, des Braves de Buffalo, des Celtics de Boston, des Kings de Kansas City et des Spurs de San Antonio. Il inscrivit 13 901 points lors de sa carrière professionnelle et participa au All-Star Game NBA 1977, saison pendant laquelle il établit sa meilleure moyenne de points avec 26,6 par match.
Sa fin de carrière le vit se diriger vers l'Europe, et plus particulièrement la France où il joua une saison sous les couleurs du CSP Limoges en 1985/86. Malgré son âge avancé et des genoux en compote il continua d'affoler les compteurs avec un shoot toujours aussi efficace.
Avant d'intégrer la direction des Hawks en 2002, Knight travailla à la direction des Pacers et des Grizzlies de Vancouver/Memphis.
Le 7 mai 2008, Knight quitta son poste de GM des Hawks. Il déclara qu'il laissait l'équipe dans un meilleur état que celui dans lequel il l'avait prise.